# Werner Grau (Politiker)
Werner Albert Grau (* 7. Dezember 1939 in Heidenheim an der Brenz) ist ein deutscher Kommunalpolitiker und ehemaliger Erster Bürgermeister von Heilbronn.

## Leben
Grau war von 1966 bis 1971 Bürgermeister der Gemeinde Unterrot und von 1971 bis 1991 Bürgermeister der Stadt Besigheim. Von 1992 bis 1999 war er als Nachfolger von Peter Giebler Erster Bürgermeister und Beigeordneter für Wirtschaft und Finanzen der Stadt Heilbronn. Ihm folgte Margret Mergen nach.
Privat spielt Grau gerne Klavier und begleitete die Heilbronner Kabarettgruppe Die Hegelmaiers bei ihren Auftritten auf dem Heilbronner Theaterschiff musikalisch. 2003 bis 2010 war Grau Vorsitzender des Orchestervereins Heilbronn, der das Württembergische Kammerorchester Heilbronn trug.

## Ehrungen
Am 29. Dezember 1999 erhielt Grau das Bundesverdienstkreuz am Bande. Seit Januar 2010 ist er Ehrenbürger der Stadt Besigheim.